# Grande Mancha Vermelha

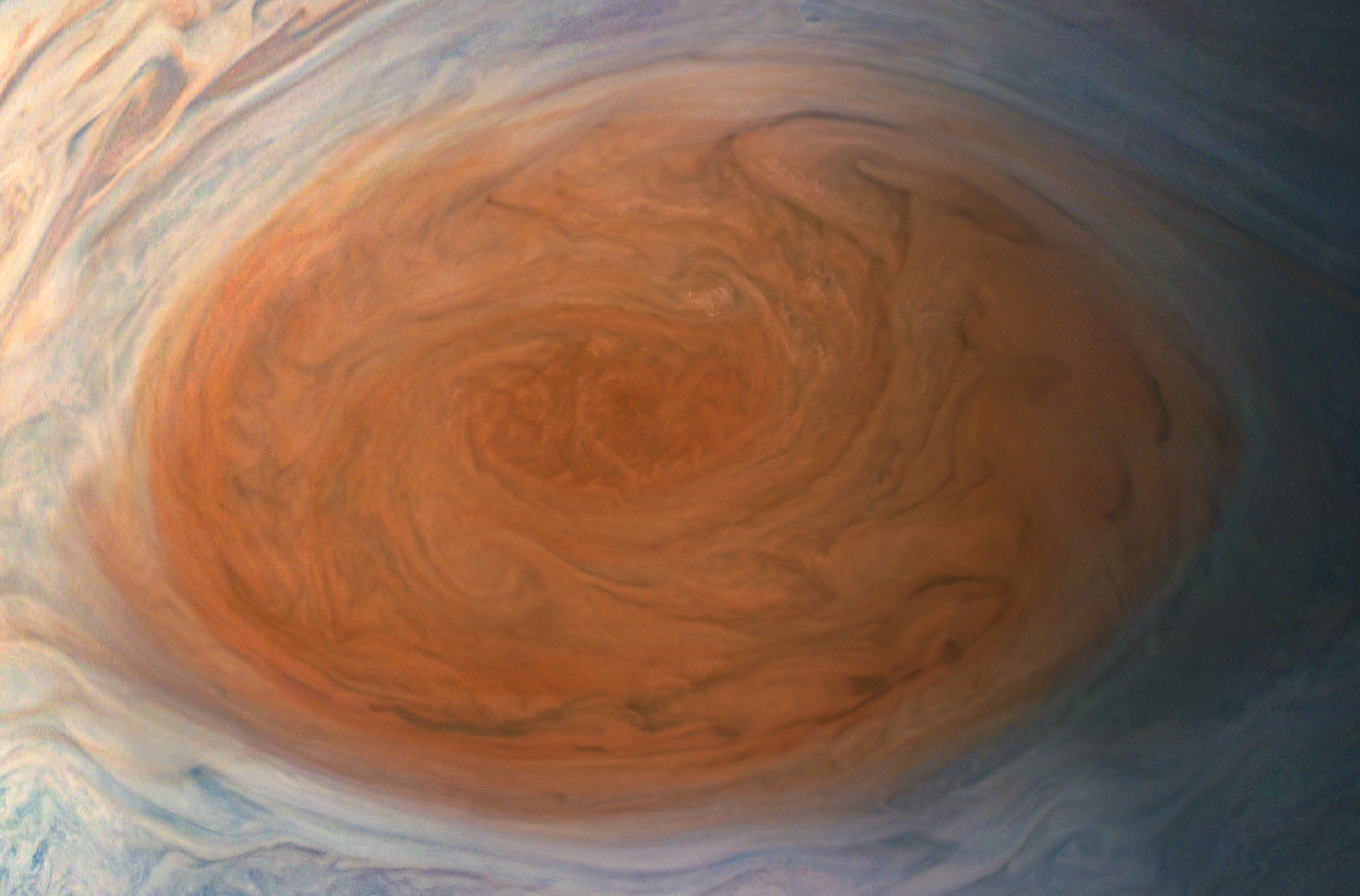
A Grande Mancha Vermelha

A Grande Mancha Vermelha é uma região de alta pressão persistente na atmosfera de Júpiter, produzindo a maior tempestade anticiclônica do Sistema Solar. Localizada a 22 graus ao sul do equador de Júpiter, produz ventos de até 432 km/h. Acredita-se que as observações de 1665 a 1713 sejam da mesma tempestade; se isso estiver correto, ela existe há pelo menos 360 anos. Foi observado em setembro de 1831, com 60 observações registradas entre então e 1878, quando começaram as observações contínuas.

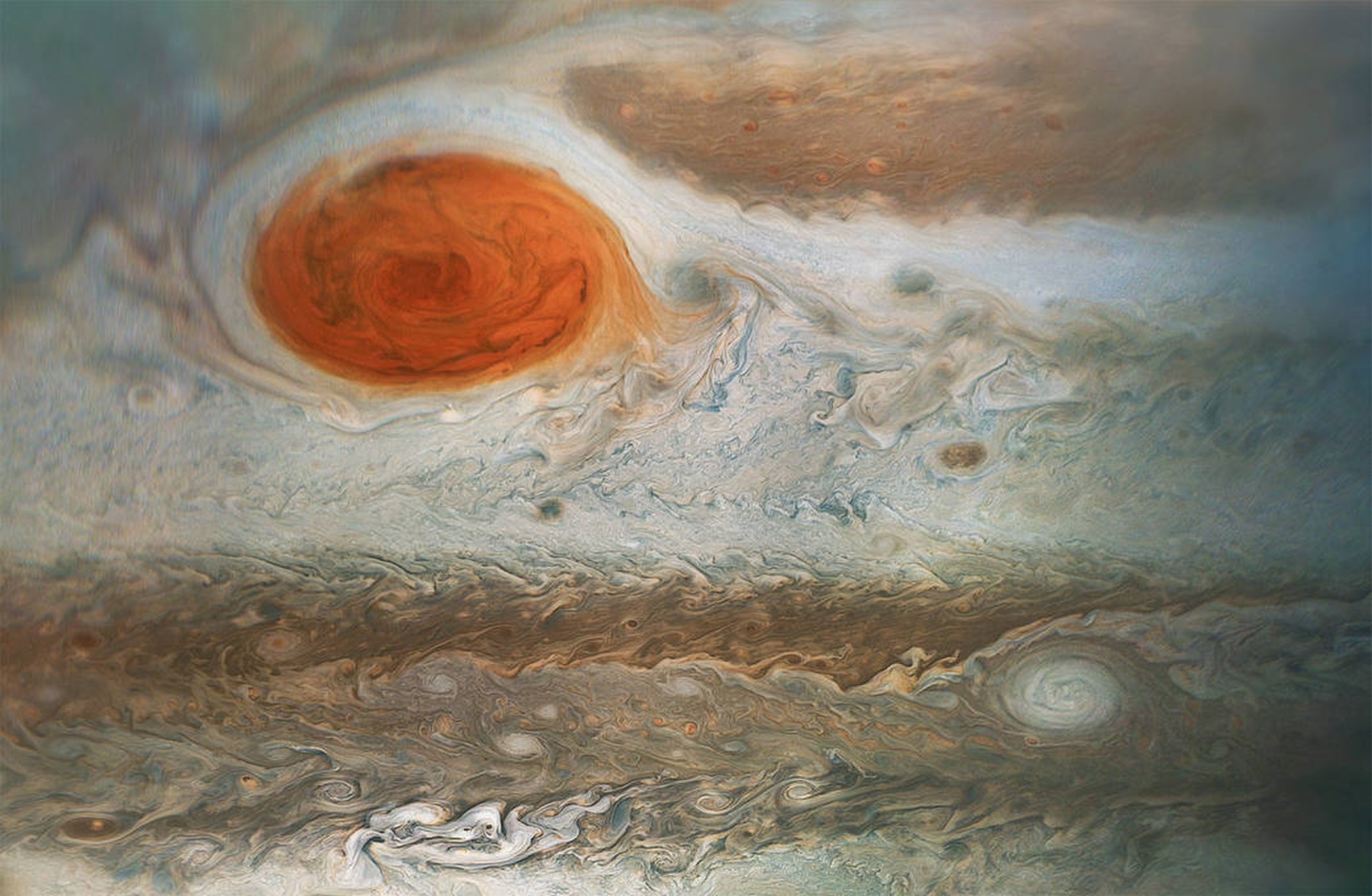
A Grande Mancha Vermelha vista pela sonda Juno via JunoCam, em abril de 2018

## Histórico de observações

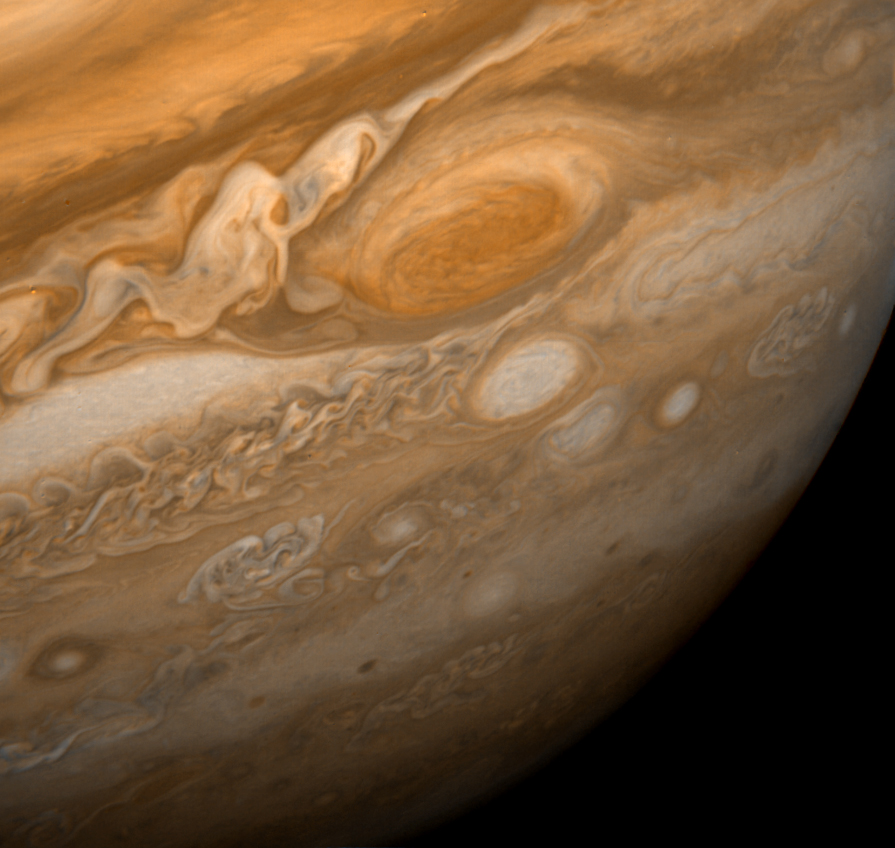
Uma visão ampla de Júpiter e da Grande Mancha Vermelha vista da Voyager 1 em 1979. A tempestade oval branca diretamente abaixo da Grande Mancha Vermelha tem o diâmetro aproximado o da Terra

Sequência de lapso de tempo da aproximação da Voyager 1 a Júpiter, mostrando o movimento das bandas atmosféricas e a circulação da Grande Mancha Vermelha

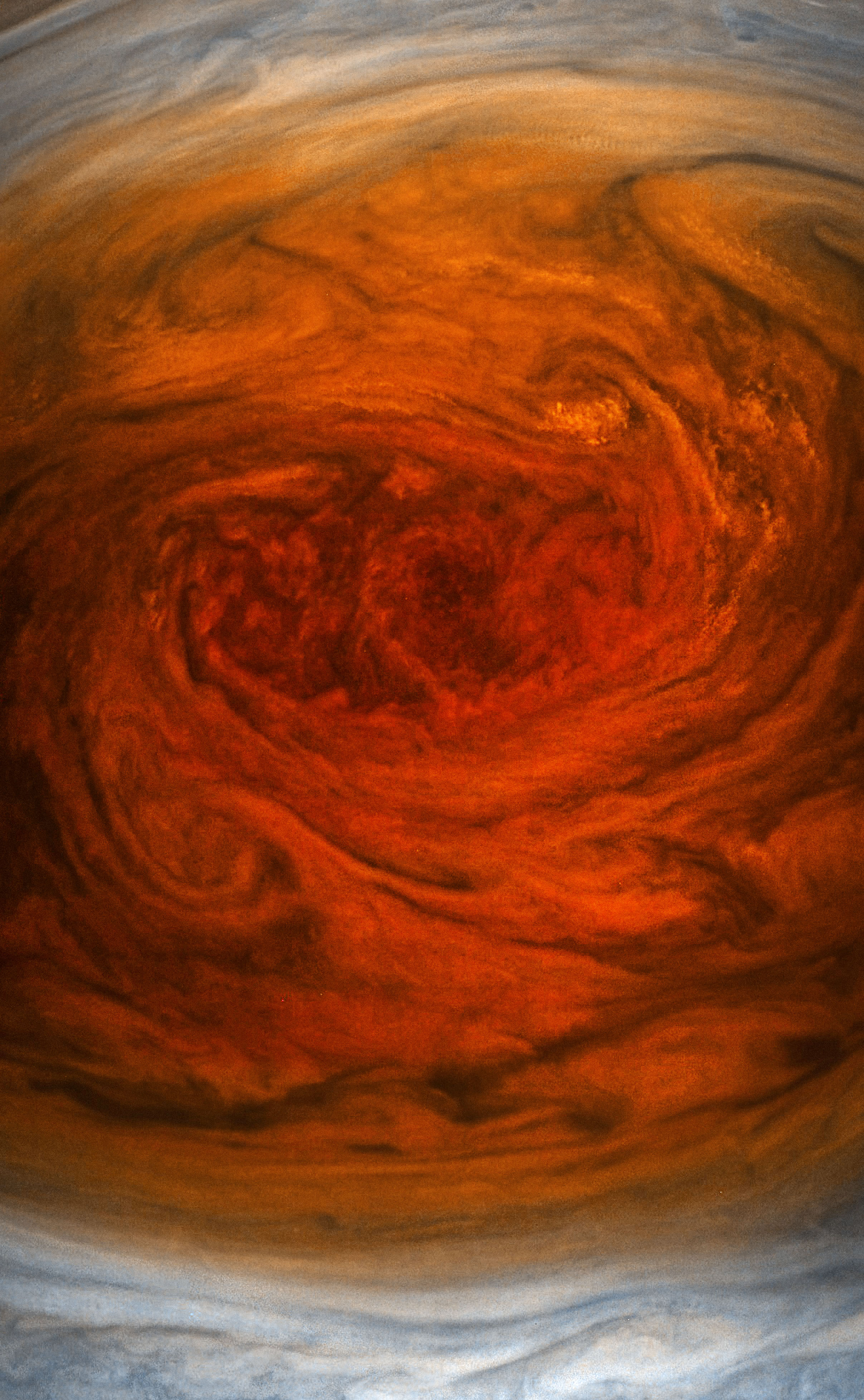
Close da Grande Mancha Vermelha tirada de cerca de 8.000 km acima dela (11 de julho de 2017)

A Grande Mancha Vermelha pode ter existido desde antes de 1665, mas também pode ser que o local atual tenha sido visto pela primeira vez apenas em 1830, e bem estudado apenas após uma aparição proeminente em 1879. A tempestade que foi vista no século XVII pode ter sido diferente da tempestade que existe hoje. Uma longa lacuna separa seu período de estudo atual após 1830 de sua descoberta no século XVII. Não se sabe se o local original se dissipou e se reformou, se desapareceu ou se o registro observacional era simplesmente pobre.
Por exemplo, o primeiro avistamento da Grande Mancha Vermelha é frequentemente creditado a Robert Hooke, que descreveu um ponto no planeta em maio de 1664. No entanto, é provável que a mancha de Hooke não estivesse apenas em outro cinturão (o Cinturão Equatorial Norte, em oposição à localização atual da Grande Mancha Vermelha no Cinturão Equatorial Sul), mas também que fosse a sombra de uma lua em trânsito, mais provavelmente a de Calisto. Muito mais convincente é a descrição de Giovanni Cassini de um "ponto permanente" no ano seguinte. Com flutuações na visibilidade, o ponto de Cassini foi observado de 1665 a 1713, mas o intervalo de observação de 118 anos torna a identidade dos dois pontos inconclusiva. A história observacional mais curta do ponto mais antigo e o movimento mais lento do que o ponto moderno tornam difícil concluir que eles são os mesmos.
Um mistério menor diz respeito a uma mancha joviana retratada em uma tela de 1711 por Donato Creti, que é exibida no Vaticano. Parte de uma série de painéis em que diferentes corpos celestes (ampliados) servem como pano de fundo para várias cenas italianas, e todos supervisionados pelo astrônomo Eustachio Manfredi para precisão, a pintura de Creti é a primeira conhecida a retratar a Grande Mancha Vermelha como vermelha (embora levantada ao hemisfério norte joviano devido a uma inversão óptica inerente aos telescópios da época). Nenhuma característica joviana foi explicitamente descrita por escrito como vermelha antes do final do século XIX.
A Grande Mancha Vermelha é observada desde 5 de setembro de 1831. Em 1879, mais de 60 observações foram registradas. Depois que ganhou destaque em 1879, tem estado sob observação contínua.
No século XXI, a Grande Mancha Vermelha foi vista diminuindo de tamanho. No início de 2004, tinha aproximadamente metade da extensão longitudinal de um século atrás, quando atingiu um tamanho de 40.000 km, cerca de três vezes o diâmetro da Terra. No ritmo atual de redução, ele se tornaria circular em 2040. Não se sabe quanto tempo a mancha vai durar, ou se a mudança é resultado de flutuações normais. Em 2019, a Grande Mancha Vermelha começou a "descamar" em sua borda, com fragmentos da tempestade se separando e se dissipando. O encolhimento e a "descamação" alimentaram a preocupação de alguns astrônomos de que a Grande Mancha Vermelha poderia se dissipar em 20 anos. No entanto, outros astrônomos acreditam que o tamanho aparente da Grande Mancha Vermelha reflete sua cobertura de nuvens e não o tamanho do vórtice subjacente real, e também acreditam que os eventos de descamação podem ser explicados por interações com outros ciclones ou anticiclones, incluindo absorções de sistemas menores; se for esse o caso, isso significaria que a Grande Mancha Vermelha não corre o risco de se dissipar.
Uma mancha menor, designada Oval BA, formada em março de 2000 a partir da fusão de três ovais brancas, tornou-se de cor avermelhada. Os astrônomos a chamaram de Little Red Spot ou Red, Jr. (Pequena Mancha Vermelha ou Vermelha Júnior) Em 5 de junho de 2006, a Grande Mancha Vermelha e a Oval BA pareciam estar se aproximando da convergência. As tempestades se cruzam a cada dois anos, mas as passagens de 2002 e 2004 foram de pouca importância. Amy Simon-Miller, do Centro de Voos Espaciais Goddard, previu que as tempestades teriam sua passagem mais próxima em 4 de julho de 2006. Ela trabalhou com Imke de Pater e Phil Marcus da UC Berkeley e uma equipe de astrônomos profissionais desde abril de 2006 para estudar as tempestades usando o Telescópio Espacial Hubble; em 20 de julho de 2006, as duas tempestades foram fotografadas passando uma pela outra pelo Observatório Gemini sem convergir. Em maio de 2008, uma terceira tempestade ficou vermelha.
A Grande Mancha Vermelha não deve ser confundida com a Grande Mancha Escura, uma característica observada perto do polo norte de Júpiter em 2000 com a sonda Cassini-Huygens. Há também uma característica na atmosfera de Netuno também chamada de Grande Mancha Escura. A última característica foi fotografada pela Voyager 2 em 1989 e pode ter sido um buraco atmosférico em vez de uma tempestade. Não estava mais presente a partir de 1994, embora um ponto semelhante tenha aparecido mais ao norte.

### Exploração
Em 25 de fevereiro de 1979, quando a sonda espacial Voyager 1 estava a 9.200.000 km de Júpiter, transmitiu a primeira imagem detalhada da Grande Mancha Vermelha. Detalhes de nuvens tão pequenos quanto 160 km de diâmetro eram visíveis. O padrão de nuvem colorido e ondulado visto à esquerda (oeste) da Mancha Vermelha é uma região de movimento de onda extraordinariamente complexo e variável.
A sonda Juno, que entrou em uma órbita polar em torno de Júpiter em 2016, sobrevoou a Grande Mancha Vermelha em sua aproximação de Júpiter em 11 de julho de 2017, tirando várias imagens da tempestade a uma distância de cerca de 8.000 km acima a superfície. Ao longo da missão Juno, a sonda continuará a estudar a composição e a evolução da atmosfera de Júpiter, especialmente sua Grande Mancha Vermelha.

## Estrutura

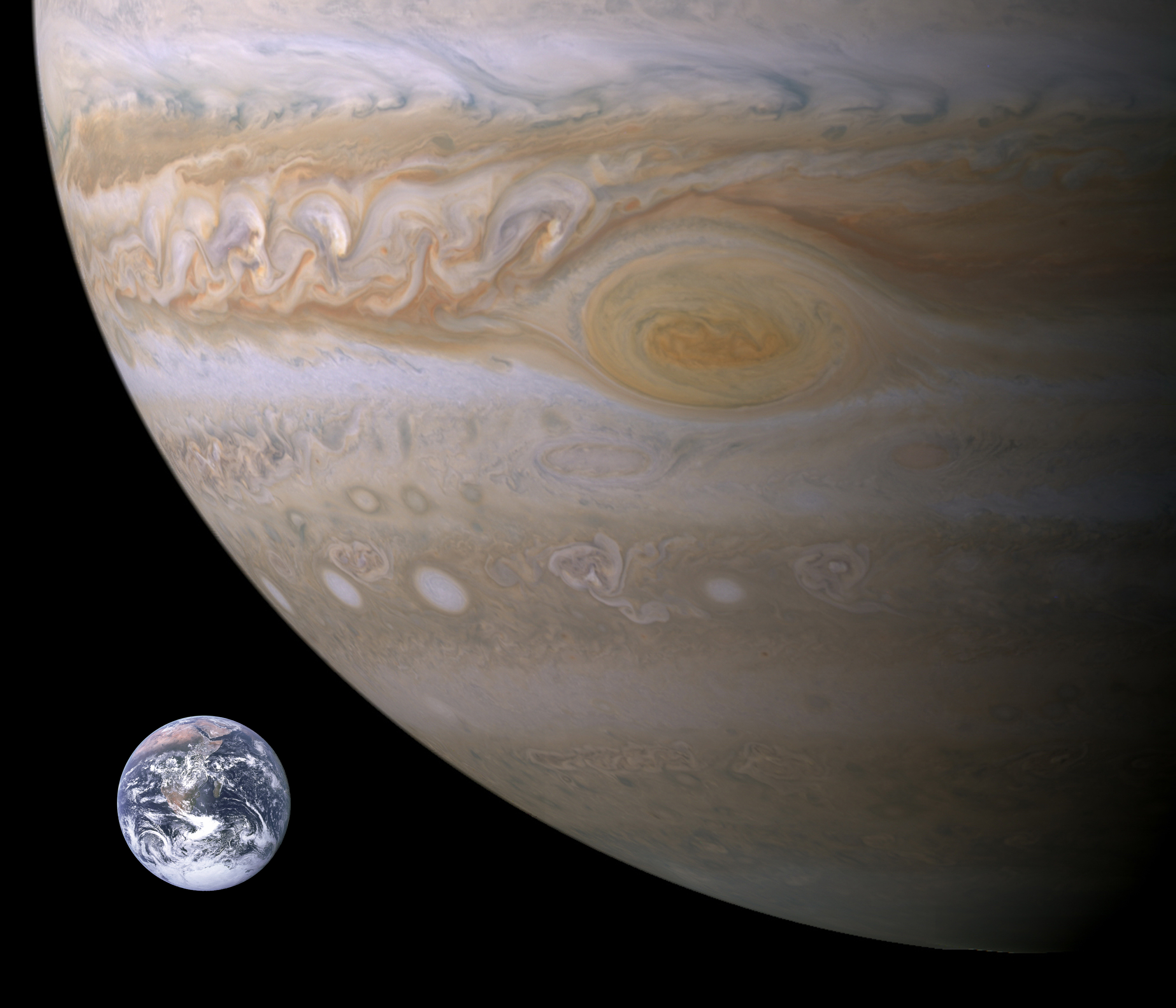
Comparação de tamanho aproximado da Terra e da Grande Mancha Vermelha

A Grande Mancha Vermelha de Júpiter gira no sentido anti-horário, com um período de cerca de 6 dias terrestres ou 14 dias jovianos. Medindo 16.350 km de largura em 3 de abril de 2017, a Grande Mancha Vermelha de Júpiter é 1.3 vezes o diâmetro da Terra. Os topos das nuvens desta tempestade estão a cerca de 8 km acima dos topos das nuvens circundantes.
Os dados infravermelhos há muito indicam que a Grande Mancha Vermelha é mais fria (e, portanto, mais alta em altitude) do que a maioria das outras nuvens do planeta. A atmosfera superior acima da tempestade, no entanto, tem temperaturas substancialmente mais altas que o resto do planeta. As ondas acústicas (sonoras) subindo da turbulência da tempestade abaixo foram propostas como uma explicação para o aquecimento desta região.
O rastreamento cuidadoso das características atmosféricas revelou a circulação anti-horária da Grande Mancha Vermelha já em 1966, observações dramaticamente confirmadas pelos primeiros filmes de lapso de tempo dos sobrevoos da Voyager. O local é confinado por uma corrente de jato modesta para leste ao sul e uma muito forte para oeste ao norte. Embora os ventos ao redor da borda do local atinjam o pico de cerca de 432 km/h, as correntes dentro dele parecem estagnadas, com pouco fluxo de entrada ou saída. O período de rotação do ponto diminuiu com o tempo, talvez como resultado direto de sua redução constante de tamanho.
A latitude da Grande Mancha Vermelha permaneceu estável durante os bons registros observacionais, geralmente variando em cerca de um grau. Sua longitude, no entanto, está sujeita a variações constantes, incluindo uma oscilação longitudinal de 90 dias com amplitude de ~1°. Como Júpiter não gira uniformemente em todas as latitudes, os astrônomos definiram três sistemas diferentes para definir a longitude. O Sistema II é usado para latitudes superiores a 10 graus e foi originalmente baseado no período de rotação médio da Grande Mancha Vermelha de 9h 55m 42s. Apesar disso, no entanto, o local "dobrou" o planeta no Sistema II pelo menos 10 vezes desde o início do século XIX. Sua taxa de deriva mudou drasticamente ao longo dos anos e tem sido associada ao brilho do Cinturão Equatorial Sul e à presença ou ausência de um distúrbio tropical sul.

### Profundidade e estrutura interna
A Grande Mancha Vermelha de Júpiter é um anticiclone de forma elíptica, ocorrendo a 22 graus abaixo do equador, no hemisfério sul de Júpiter. Como a maior tempestade anticiclônica (~16.000 km) em nosso Sistema Solar, pouco se sabe sobre a profundidade interna e a estrutura da Grande Mancha Vermelha (GRS) de Júpiter. Imagens visíveis e rastreamento de nuvens de observação in situ determinaram a velocidade e a vorticidade da GRS que está localizado em um fino anel anticiclônico a 70-85% do raio e está localizado ao longo da corrente de jato em movimento mais rápido para o oeste de Júpiter. Durante a missão Juno de 2016 da NASA, foram obtidos dados de assinatura de gravidade e infravermelho térmico que ofereceram informações sobre a dinâmica estrutural e a profundidade do GRS. Durante julho de 2017, a sonda espacial Juno realizou uma segunda passagem da GRS para coletar varreduras do Radiômetro de Microondas (MWR) da GRS para determinar até que ponto a GRS se estendia em direção à superfície da camada de H2O condensada. Essas varreduras de MRW sugeriram que a profundidade vertical da GRS se estendia para cerca de 240 km abaixo do nível das nuvens, com uma queda estimada na pressão atmosférica para 100-bar. Dois métodos de análise que limitam os dados coletados foram a abordagem Mascon que encontrou uma profundidade de ~290 Km, e a abordagem Slepian mostrando ventos que se estendem até ~310 Km. Esses métodos, juntamente com os dados de MWR de assinatura de gravidade, sugerem que os ventos zonais da GRS ainda aumentam a uma taxa de 50% a velocidade do nível viável de nuvem, antes que o decaimento do vento comece em níveis mais baixos, essa taxa de decaimento do vento e os dados de gravidade sugerem a profundidade da GRS está entre 200 e 500 Km.
As imagens e espectroscopia de infravermelho térmico de Galileo e Cassini foram conduzidas da GRS durante 1995 a 2008, a fim de encontrar evidências de heterogeneidades térmicas no vórtice da estrutura interna da GRS. Mapas de temperatura infravermelhos térmicos anteriores das missões Voyager, Galileo e Cassini; sugeriram que a GRS é um núcleo frio dentro de uma estrutura anular mais quente de ressurgência de um vórtice anticiclônico, esses dados mostram um gradiente na temperatura da GRS. Para obter uma melhor compreensão da temperatura atmosférica de Júpiter, opacidade das partículas de aerossol e composição do gás de amônia a partir de imagens térmicas de infravermelho, uma correlação direta das reações das camadas de nuvens visíveis, gradiente térmico e mapeamento de composição com dados observacionais coletados ao longo de décadas. Durante dezembro de 2000, imagens de alta resolução do Galileo, de uma área turbulenta atmosférica a noroeste da GSR, mostram um contraste térmico entre a região mais quente do anticiclone com regiões a leste e oeste da GRS. A temperatura vertical da estrutura da GRS é restrita entre a faixa de 100-600 mbar, com a temperatura vertical do núcleo da GSR é de aproximadamente 400 mbar de pressão, sendo 1 a 1.5 K muito mais quente do que as regiões da GRS a leste-oeste, e 3 a 3.5 K mais quente do que as regiões ao norte-sul da borda das estruturas. Esta estrutura é consistente com os dados coletados pelo VISIR (VLT Mid-Infrared Imager Spectrometer on the ESO Very Large Telescope) obtido em 2006, esses dados revelaram que o GSR estava fisicamente presente em uma ampla faixa de altitudes que ocorrem dentro dos 80 a 600 mbar de pressão da atmosfera e confirma o resultado do mapeamento infravermelho térmico. Para desenvolver um modelo da estrutura interna da GRS, a missão Cassini Composite Infrared Spectrometer (CIRS) e imagens espaciais terrestres mapearam a composição dos aerossóis de fosfina e amônia (PH3, NH3 e para-H2) dentro da circulação anticiclônica da GRS. As imagens que foram coletadas do CIRS e imagens terrestres traçam o movimento vertical na atmosfera joviana pelos espectros PH3 e NH3. As maiores concentrações de PH3 e NH3 são encontradas ao norte da rotação periférica da GRS e ajudaram a determinar o movimento do jato para o sul e mostram dados de aumento da altitude da coluna de aerossóis com pressões variando de 200 a 500 mbar. No entanto, os dados de composição de NH3 mostram que há uma grande depleção de NH3 abaixo da camada de nuvens visível no anel periférico sul da GRS, essa opacidade mais baixa é relativa a uma estreita faixa de subsidência atmosférica. A baixa opacidade do aerossol infravermelho médio junto com; os gradientes de temperatura, a diferença de altitude e o movimento vertical dos ventos zonais estão envolvidos com o desenvolvimento e sustentabilidade da vorticidade. A forte subsidência atmosférica e assimetrias composicionais da GRS sugerem que a estrutura apresenta um grau de inclinação desde a borda norte até a borda sul da estrutura. A profundidade da GSR e a estrutura interna têm sido constantes com as mudanças ao longo de décadas, no entanto, ainda não há uma razão lógica para que seja ~200 a 500 km de profundidade, mas as correntes de jato que fornecem a força que alimenta o vórtice da GRS estão bem abaixo a base da estrutura.

## Cor e composição

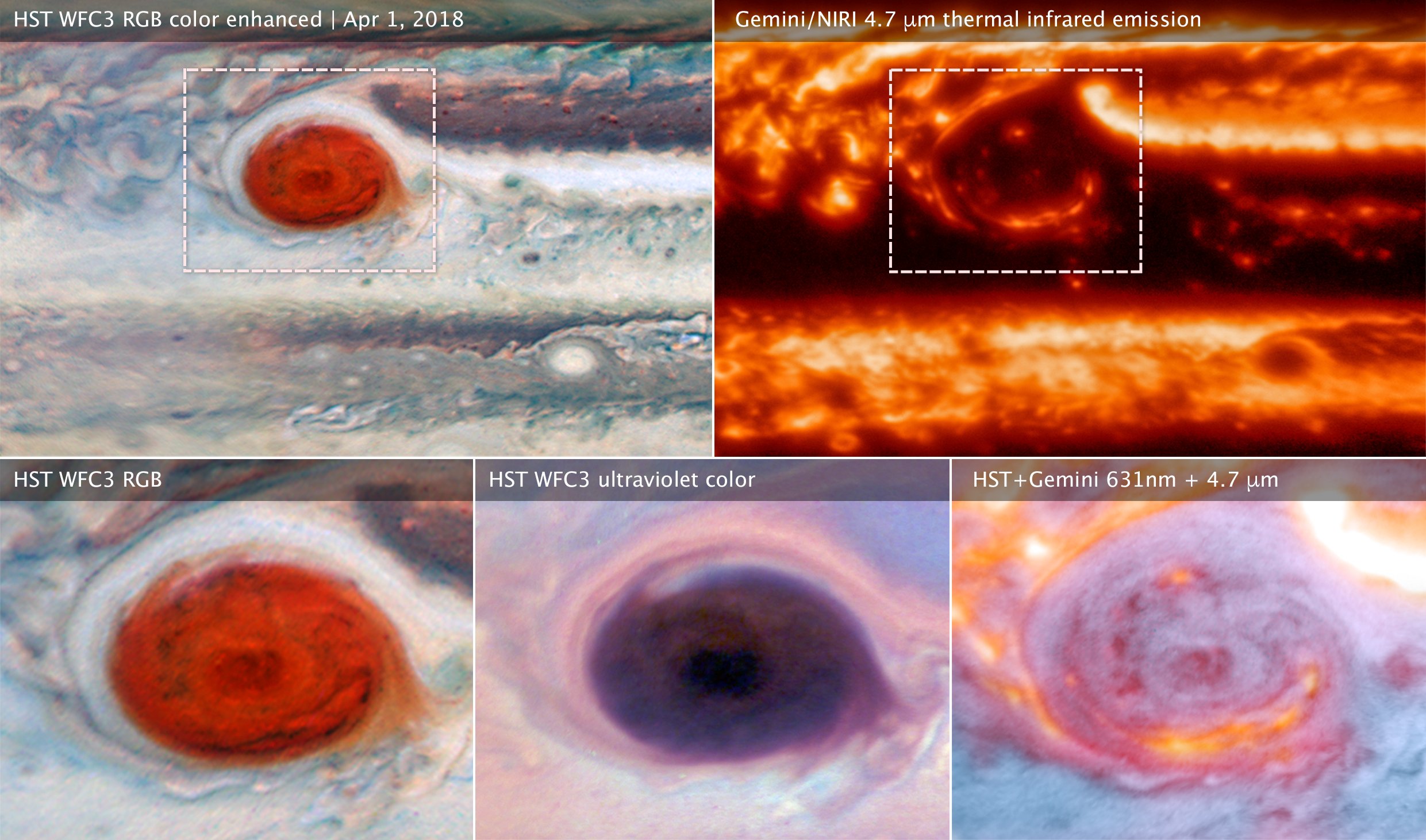
No sentido horário a partir do canto superior esquerdo: imagem do Hubble do espectro visível; infravermelho do Observatório Gemini; composto de vários comprimentos de onda de dados do Hubble e Gemini mostrando luz visível em azul e infravermelho térmico em vermelho; imagem ultravioleta do Hubble; detalhe de luz visível

Não se sabe o que causa a cor avermelhada da Grande Mancha Vermelha. Hipóteses apoiadas por experimentos de laboratório supõem que ela pode ser causada por produtos químicos criados a partir da irradiação ultravioleta solar do hidrossulfeto de amônio e do composto orgânico acetileno, que produz um material avermelhado, provavelmente compostos orgânicos complexos chamados tolinas. A alta altitude dos compostos também pode contribuir para a coloração. A Grande Mancha Vermelha varia muito em tonalidade, de quase vermelho tijolo a salmão pálido ou até branco. A mancha ocasionalmente desaparece, tornando-se evidente apenas através do Oco da Mancha Vermelha, que é sua localização na Cinturão Equatorial Sul (SEB). Sua visibilidade está aparentemente atrelada ao SEB; quando o cinturão é branco brilhante, a mancha tende a ser escura, e quando está escura, a mancha geralmente é clara. Esses períodos em que a mancha está escura ou clara ocorrem em intervalos irregulares; de 1947 a 1997, a mancha foi mais escura nos períodos 1961-1966, 1968-1975, 1989-1990 e 1992-1993.

Nuvens de Júpiter em 27 de junho de 2019 pela Wide Field Camera 3 do Hubble[45]
Animação colorida do movimento das nuvens de Júpiter e circulação da Grande Mancha Vermelha

## Dinâmicas mecânicas
Não existe uma teoria definitiva sobre o que causa a formação ou a cor da Grande Mancha Vermelha. Estudos de laboratório estão examinando os efeitos que os raios cósmicos ou a luz ultravioleta do Sol têm na composição química das nuvens de Júpiter. Uma questão é se a radiação do Sol reage com o hidrossulfeto de amônio na atmosfera externa do planeta para criar a cor vermelha profunda. Pesquisas sugerem que a tempestade produz quantidades extremas de ondas de gravidade e ondas acústicas, devido à turbulência da tempestade. As ondas acústicas viajam verticalmente para cima até uma altura de 800 km acima da tempestade, onde quebram na atmosfera superior, convertendo a energia das ondas em calor. Isso cria uma região da atmosfera superior que é de 1.600 K (1.330 °C), várias centenas de Kelvin mais quente do que o resto do planeta nessa altitude. O efeito é descrito como sendo como "ondas [...] do mar batendo em uma praia". A razão pela qual a tempestade continua a existir há séculos é que não há superfície planetária (apenas um manto de hidrogênio) para fornecer atrito; Os vórtices de gás circulantes persistem por muito tempo na atmosfera porque não há nada que se oponha ao seu momento angular.

## Galeria

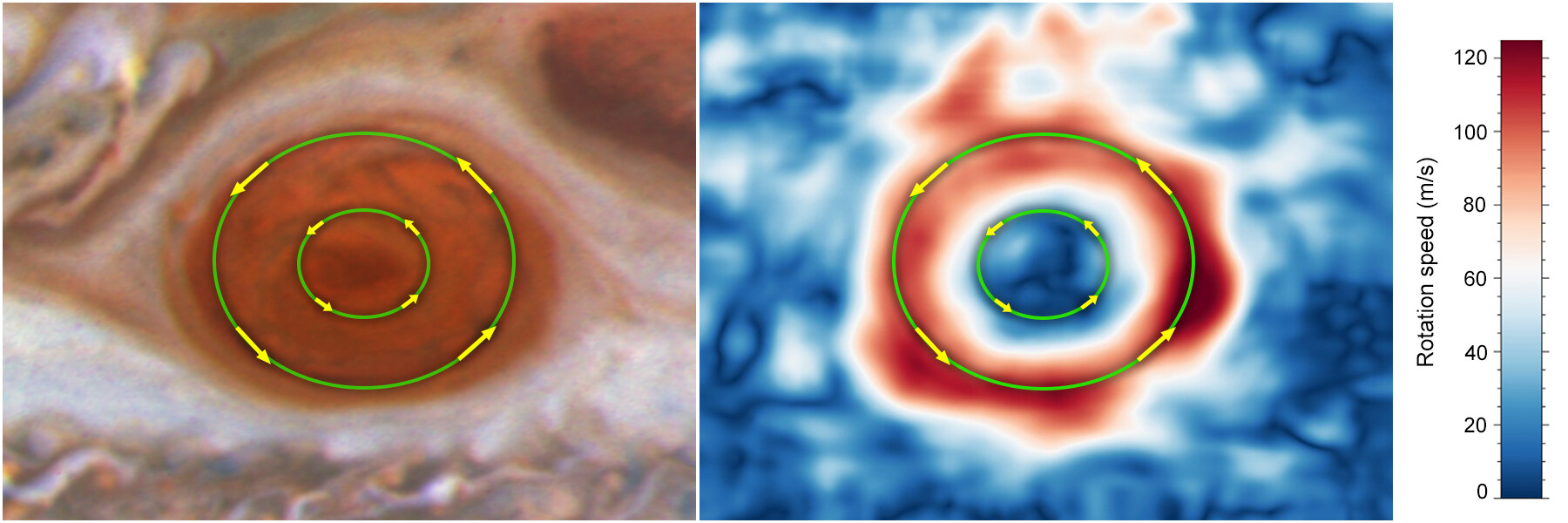
Ventos na Grande Mancha Vermelha de Júpiter